# Comiskey Park
O Comiskey Park era um estádio localizado em Chicago, Illinois, Estados Unidos. Foi a casa do time de beisebol Chicago White Sox da MLB durante 80 anos de 1910 a 1990 e do time de futebol americano Chicago Cardinals da NFL entre 1922 a 1958.
No inicio, tinha capacidade para 32.000 torcedores e chegou a receber 55 000 torcedores.
O primeiro jogo do estádio foi a derrota do White Sox para o St. Louis Browns por 2 a 0. O primeiro jogo noturno foi em 14 de Agosto de 1939 contra St. Louis Browns. O último jogo foi contra o Seattle Mariners em 30 de Setembro de 1990.
Foi sede de quatro World Series (1917, 1918, 1919 e 1959), incluindo um com o Chicago Cubs (1918), devido a baixa capacidade do Wrigley Field. Recebeu por três vezes o All-star game da MLB em 1933 (o primeiro All-Star), 1950 e 1983.
Também sediou o time de futebol americano Chicago Cardinals de 1922 até 1925 e de 1929 até 1959.
Em 1991 o estádio foi demolido, alguns dias antes da inauguração do U.S. Cellular Field, localizado ao lado. Hoje na área do antigo está o estacionamento.
O nome do estádio é uma homenagem a Charles Comiskey, ex-jogador e dono do White Sox na época da construção.